# تغذیه وریدی
تغذیه کامل تزریقی (PN) عبارت است از رساندن مواد خوراکی به یک فرد از راه رگ. در این حالت مواد خوراکی از روش‌های معمول خوردن و گوارش وارد بدن نمی‌شود. در این روش مواد مغذی مانند گلوکز، نمک، اسید آمینه، چربی‌ها، ویتامین‌ها و مواد معدنی وارد بدن فرد می‌شود.

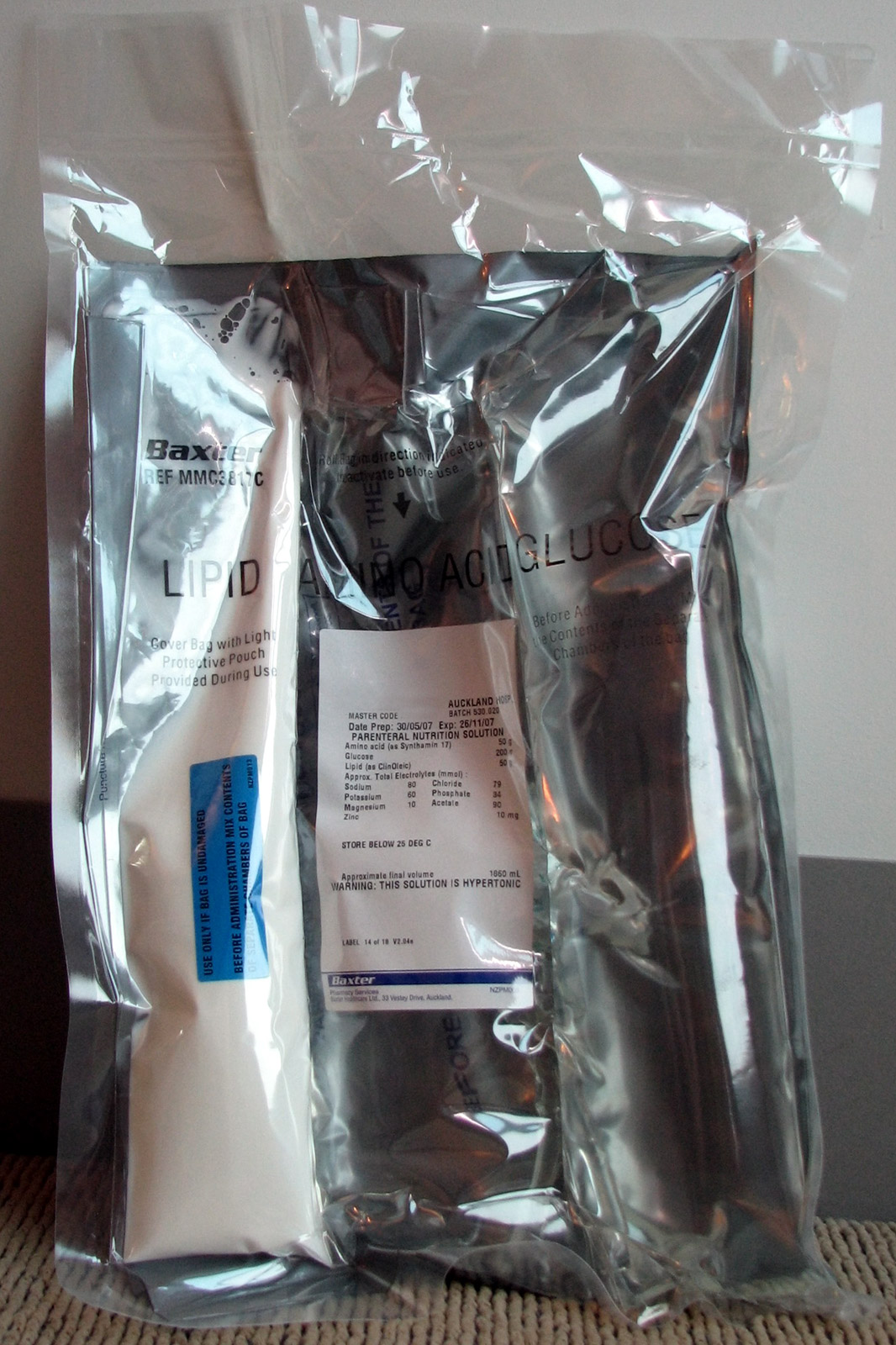
تغذیه وریدی

## استفاده در پزشکی
تغذیه از طریق غذا برای جلوگیری از سوء تغذیه در بیمارانی که قادر به دریافت مواد مغذی کافی از طریق مسیرهای دهان یا انتهای نیستند استفاده می‌شود.

## اختلالات دستگاه گوارش
TPN ممکن است تنها گزینه قابل قبول برای ارائه تغذیه برای بیماران مبتلا به عملکرد دستگاه گوارش است یا کسانی که اختلالات نیاز به استراحت کامل روده، از جمله انسداد روده، سندرم روده کوچک، gastroschisis، اسهال طولانی مدت بدون توجه به علت آن، بیماری بسیار شدید کرون یا کولیت اولسراتیو و برخی از اختلالات گوارشی کودکان، از جمله انحرافات مادرزادی GI و انتروکولیت غدد لنفاوی است.

## کاربرد
روش تغذیه در رگ هنگامی کاربرد دارد که دستگاه گوارش از کار افتاده باشد یا جذب آن اندک باشد یا مسیر آن بسته باشد یا نشتی، فیستول داشته باشد؛ یا بیمار در کما باشد. در کل این روش برای بیمارانی کاربرد دارد که توان خوردن یا استفاده از لوله‌های تغذیه را ندارند.

## زندگی
امروزه نزدیک به ۴۰ هزار تن در آمریکا باید از روش تغذیه در رگ استفاده کنند، روزانه از ۱۰ تا ۱۶ ساعت از وقت فرد صرف این کار می‌شود که این مسئله بر کیفیت زندگی افراد تأثیر می‌گذارد با این حال بسیاری این روش تغذیه در خانه را به حضور در بیمارستان ترجیح می‌دهند.